# 争取劳动解放劳动者党
争取劳动解放劳动者党（日语：労働の解放をめざす労働者党），简称劳动者党，是日本的一个新左翼政党。该党成立于2017年4月，由马克思主义同志会改组而来。该党的意识形态是共产主义、马克思主义。该党出版刊物《海燕》（双周刊）《普罗米修斯》（不定期发行）。该党的代表委員会议长是林紘義。该党的总部位于東京都練馬区春日町。该党的活动据点是全国社研社（位于東京都練馬区）。该党有102名成员。